# Heliophanillus suedicola
Heliophanillus suedicola är en spindelart som först beskrevs av Simon 1901.  Heliophanillus suedicola ingår i släktet Heliophanillus och familjen hoppspindlar. Inga underarter finns listade i Catalogue of Life.